# (96205) Ararat
(96205) Ararat ist ein Asteroid des inneren Hauptgürtels, der von den deutschen Astronomen Freimut Börngen und Lutz D. Schmadel am 24. September 1992 am Observatorium Tautenburg (IAU-Code 033) im Thüringer Tautenburger Wald entdeckt wurde. Sichtungen des Asteroiden hatte es vorher schon am 9. und 10. September 1977 unter der vorläufigen Bezeichnung 1977 RO19 am Palomar-Observatorium in Kalifornien gegeben.
Mittlere Sonnenentfernung (große Halbachse), Exzentrizität und Neigung der Bahnebene des Asteroiden liegen innerhalb der jeweiligen Grenzwerte, die für die Nysa-Gruppe definiert sind, einer nach (44) Nysa benannten Gruppe von Asteroiden (auch Hertha-Familie genannt, nach (135) Hertha).
Die Bahn von (96205) Ararat wurde 2005 gesichert, so dass eine Nummerierung vergeben werden konnte. Der Asteroid wurde am 21. Juli desselben Jahres auf Vorschlag von Freimut Börngen nach dem Berg Ararat benannt.
Das türkisch-deutsch-libanesische Musikprojekt „Dead Country feat. Alfred 23 Harth“ benannte das Stück 96205 Ararat auf ihrer CD Gestalt Et Death aus dem Jahr 2013 nach dem Asteroiden.